# الجرابية (عبس)

تعديل مصدري - تعديل

الجرابية هي إحدى قرى عزلة بني حسن بمديرية عبس التابعة لمحافظة حجة، بلغ تعداد سكانها 102 نسمة حسب تعداد اليمن لعام 2004.